# Galactophora crassifolia
Galactophora crassifolia är en oleanderväxtart som först beskrevs av Müll. Arg., och fick sitt nu gällande namn av R. E. Woodson. Galactophora crassifolia ingår i släktet Galactophora och familjen oleanderväxter. Inga underarter finns listade i Catalogue of Life.